# Breaking Bad
Breaking Bad är en amerikansk TV-serie som sändes i fem säsonger mellan 2008 och 2013 på TV-kanalen AMC. 
Skapare, manusförfattare och tillsammans med Mark Johnson exekutiv producent är Vince Gilligan som även varit medproducent till Arkiv X. TV-bolaget AMC premiärsände Breaking Bad den 20 januari 2008. Serien hade premiär på svenska TV6 den 18 maj 2008. Breaking Bad återfinns med sina 9,5 av 10 poäng i toppen av IMDb:s lista över de 250 högst rankade TV-serierna genom tiderna. Serien har fått många priser, däribland 16 Primetime Emmy Awards, åtta Satellite Awards, två Golden Globe Awards, två Peabody Awards och ett People's Choice Award. För sin huvudroll vann Bryan Cranston Primetime Emmy Award for Outstanding Lead Actor in a Drama Series vid fyra tillfällen.
Seriens namn kommer från en slangfras som används i södra USA, "to break bad" vilket kan översättas till "att bryta mot konventioner, att gå emot auktoriteter och dra sig mot lagens utkanter". Serien utspelar sig i Albuquerque, New Mexico.
Breaking Bad fick 2015 en spinoff, Better Call Saul, som handlar om den centrala karaktären Saul Goodman innan händelserna i Breaking Bad. År 2019 hade även filmen El Camino: A Breaking Bad Movie premiär, som är en direkt fortsättning på Breaking Bad.

## Handling
Serien handlar om Walter White (Bryan Cranston), en alldaglig high school-kemilärare i 50-årsåldern som för att dryga ut hushållskassan extraknäcker på en biltvätt. Han lever ett stillsamt liv, i ett oengagerat äktenskap med sin gravida och för tillfället arbetslösa fru Skyler (Anna Gunn) och deras tonårige son Walter Jr. (RJ Mitte), som lider av en lätt CP-skada. När Walter blir diagnostiserad med allvarlig lungcancer bestämmer han sig för att slå sig in på den brottsliga banan. Tillsammans med sin tidigare elev Jesse Pinkman (Aaron Paul) börjar han koka en sällsynt potent typ av metamfetamin för att kunna lämna ett sparkapital efter sig till sin familj vid sin stundande död.

## Rollista
| Bryan Cranston     | – Walter White         |
| Anna Gunn          | – Skyler White         |
| Aaron Paul         | – Jesse Pinkman        |
| Dean Norris        | – Hank Schrader        |
| Betsy Brandt       | – Marie Schrader       |
| RJ Mitte           | – Walter White Jr.     |
| Bob Odenkirk       | – Saul Goodman         |
| Giancarlo Esposito | – Gustavo Fring        |
| Jonathan Banks     | – Mike Ehrmantraut     |
| Jesse Plemons      | – Todd Alquist         |
| Laura Fraser       | – Lydia Rodarte-Quayle |

| Steven Michael Quezada        | – Steven Gomez                 |
| Christopher Cousins           | – Ted Beneke                   |
| Matt Jones                    | – Brandon "Badger" Mayhew      |
| Charles Baker                 | – Skinny Pete                  |
| Rodney Rush                   | – Christian "Combo" Ortega     |
| Michael Shamus Wiles          | – George Merkert               |
| Mark Margolis                 | – Tio Salamanca                |
| David Costabile               | – Gale Boetticher              |
| Emily Rios                    | – Andrea Cantillo              |
| Lavell Crawford               | – Huell Babineaux              |
| Bill Burr                     | – Patrick Kuby                 |
| Ray Campbell                  | – Tyrus Kitt                   |
| Michael Bowen                 | – Jack Welker                  |
| Jessica Hecht och Adam Godley | – Gretchen och Elliot Schwartz |
| Raymond Cruz                  | – Tuco Salamanca               |
| Krysten Ritter                | – Jane Margolis                |
| John de Lancie                | – Donald Margolis              |
| Daniel och Luis Moncada       | – Leonel & Marco Salamanca     |
| Jeremiah Bitsui               | – Victor                       |

| Danny Trejo    | – Tortuga           |
| DJ Qualls      | – Getz              |
| Jim Beaver     | – Lawson            |
| Steven Bauer   | – Don Eladio Vuente |
| Robert Forster | – Ed                |
| Charlie Rose   | – Sig själv         |

## Produktion
TV-serien Breaking Bad skapades av Vince Gilligan, som under flera år skrev avsnitt till Fox-serien Arkiv X. Gilligan ville skapa en serie där huvudpersonen förvandlades från en normal laglydig medborgare till antagonist. Han menade att TV-serier historiskt sett varit bra på att ge sina karaktärer oföränderliga personligheter och ville därför skapa en serie där förändring var en grundläggande drivkraft hos huvudpersonerna, där moral är ett fortlöpande personligt val. Han ville förvandla kemiläraren Walter White från den gode Mr Chips i romanen och filmerna Goodbye Mr Chips till Scarface.,
Säsongerna har 13 avsnitt utom den första som har sju och den sista och femte som har 16. Nio episoder var planerade att sändas under den första säsongen.  Den omfattande manusförfattarstrejken i slutet av 2007 gjorde dock att man tvingades slopa två avsnitt. Seriens sista avsnitt sändes den 29 september 2013.
De första versionerna av manuset spelades in i Riverside, Kalifornien, men på förslag av produktionsbolaget Sony Pictures valdes Albuquerque för produktion på grund av de gynnsamma finansiella villkor som erbjuds av delstaten New Mexico. Breaking Bad ska enligt uppgift ha kostat 3 miljoner amerikanska dollar per episod att producera, högre än den genomsnittliga kostnaden för ett normalt kabel-TV-program.

## Uppföljare och re-makes
Serien gav upphov till den större Breaking Bad-franchisen. Better Call Saul, en prequel-serie med Odenkirk, Banks och Esposito i sina roller från Breaking Bad, samt många andra i gäst- och återkommande framträdanden, hade premiär på AMC den 8 februari 2015 och avslutades den 15 augusti 2022. 
El Camino: A Breaking Bad Movie, en uppföljande film med Paul i huvudrollen, hade premiär på Netflix och på bio den 11 oktober 2019.
Metástasis ("metastas" på spanska) är en colombiansk, spanskspråkig 'tagning för tagning remake' av det amerikanska kriminaldramat Breaking Bad. Den berättar historien om Walter Blanco ("blanco" är spanska för "white" (vit)).